# Гайдуцький Сергій Михайлович
Сергі́й Миха́йлович Гайду́цький (26 серпня 1987, м. Тернопіль — 23 жовтня 2022, Херсонська область) — український військовослужбовець, старший матрос Військово-морських сил Збройних сил України, учасник російсько-української війни. Почесний громадянин міста Тернополя (2022, посмертно).

## Життєпис
Сергій Гайдуцький народився 26 серпня 1987 року в місті Тернополі.
Закінчив Тернопільську спеціалізовану школу № 29, технічний коледж Тернопільського національного технічного університету імені Івана Пулюя.
Працював оператором на «Молокії». У 2015—2016 роках проходив військову службу. У 2016 році повернувся на попереднє місце роботи, деякий час ще працював у «Подолянах».
З початком повномасштабного російського вторгнення в Україну — на фронті. Служив у 18-му окремому батальйоні морської піхоти 35-ї бригади. Загинув 23 жовтня 2022 року в боях на Херсонщині.
Похований 2 листопада 2022 року в с. Лозова Тернопільського району.

## Нагороди
- орден «За мужність» III ступеня (25 травня 2023, посмертно) — за особисту мужність, виявлену у захисті державного суверенітету та територіальної цілісності України, самовіддане виконання військового обов'язку[2]
- почесний громадянин міста Тернополя (14 листопада 2022, посмертно)[3][4].